# Blackpink TV
Blackpink TV (en hangul, 블랙핑크TV; estilizado como BLACKPINK TV), también conocido como Blackpink House, es un programa de telerrealidad surcoreano. El programa muestra a las integrantes de Blackpink, Jisoo, Jennie, Rosé y Lisa, en su vida cotidiana. Blackpink TV se estrenó como BLACKPINK House (en hangul, 블핑 하우스) el 6 de enero de 2018 a través de YouTube y la aplicación V Live de Naver.

## Producción
YG Entertainment, la agencia de Blackpink, ha filmado otros programas de variedades para sus otros artistas como BIGBANG TV, 2NE1 TV, y WINNER TV. En particular, Blackpink apareció a menudo en esos programas. En BLACKPINK TV se puede ver el lado más «real» del grupo, muchos fanáticos han expresado su preocupación.
En 2016, BLACKPINK TV apareció por primera vez en Naver TV el 25 de agosto del mismo año. Blackpink obtuvo su primer reality show un mes después de su debut con «Boombayah» y «Whistle». El primer lanzamiento del programa fue una prueba realizada el 21 de agosto. Siguiendo ese lanzamiento, YG Entertainment anunció que el grupo comenzaría BLACKPINK TV, un programa que expone la vida cotidiana de las integrantes y las apariencias reales fuera del escenario. Sin embargo, no hubo ninguna otra noticia acerca del programa hasta noviembre del 2017, donde YG publicó el mensaje «BLACKPINK TV».
El 3 de noviembre de 2017, la discográfica publicó el primer teaser del programa a través del canal oficial del grupo en YouTube. Con este fin, YG Entertainment dijo que para el programa, construyeron una casa llamada «Pink Princess House» en Hongdae, Seúl, la decoración estuvo basada en los gustos de las integrantes del grupo. Jisoo, Jennie, Rosé y Lisa tendrán que hacer las tareas de un hogar como por ejemplo lavandería, cocina y limpieza.

## Temporadas
| Temporada | Temporada | Episodios | Episodios | Emisión original   | Emisión original     |
| Temporada | Temporada | Episodios | Episodios | Primera emisión    | Última emisión       |
| --------- | --------- | --------- | --------- | ------------------ | -------------------- |
|           | 1         | 12        | 12        | 6 de enero de 2018 | 17 de agosto de 2018 |